# Cromorne (orgue)
Pour les articles homonymes, voir Cromorne (homonymie).
Le cromorne (parfois orthographié cromhorne) est un jeu d’orgue de la famille des jeux d’anche, spécifiquement à anche battante. Il est l’un des jeux d’orgue les plus anciens, attesté dès le XIVe siècle[réf. souhaitée], et emprunte son nom à l’instrument à vent homonyme (voir cromorne). Son timbre très typé, dit « cruchant », rappelle le ronflement ou le nasillement. Le cromorne est par excellence un timbre de l'orgue baroque.

## Description
Dans l’orgue classique français, sa place est habituellement au positif. Il a pu parfois remplacer la trompette sur des orgues de petite taille. Il est largement réclamé par les compositeurs de la période baroque et constitue un élément essentiel dans la musique d’orgue de cette époque, aussi bien en tant que jeu soliste dans des pièces comme fugue, basse, taille ou dessus, qu’en tant que jeu de combinaison dans le Petit Jeu ou le Grand Jeu.
Traditionnellement, les tuyaux du jeu de cromorne présentent un résonateur cylindrique de taille moyenne, ouvert ou bien partiellement obturé par un clapet réglable, et de mi-hauteur. Cela signifie que pour un cromorne de 8 pieds, les résonateurs sont proportionnés comme ceux d'un jeu à bouche de 4 pieds. Il sonne communément en 8 pieds, mais on peut parfois le trouver en 16 pieds (à la pédale) et, plus rarement, en 4 pieds.
Dans l'orgue romantique, le cromorne n’était pas trop apprécié à cause de la rudesse de son timbre rauque ; aussi, bien souvent, en adoucissait-on l’harmonisation pour le transformer en clarinette. La clarinette des grandes orgues de Notre-Dame de Paris résulte de cette transformation, effectuée par Cavaillé-Coll à partir du cromorne de Clicquot.
En donnant à ses cromornes une taille légèrement plus étroite, Joseph Merklin parvenait quant à lui à produire un timbre se rapprochant de manière saisissante du saxophone, tout particulièrement sur les trois octaves les plus basses.

## Exemple sonore
Jean-François d'Andrieu : « Basse de Cromorne », extrait de la suite pour orgue en ré majeur, jouée sur un orgue numérique.
Registration :
- G.O. : Bourdon 8, Flûte 4, Flûte 2
- Positif : Cromorne

## Autres dénominations
- Français : Cromorne, Cromhorne, Gros Cromorne, Crémone, Cremorne, Cormorne, Crommehorne, Cornehorne, Tournebout.
- Anglais : Crumhorn, Cremona, Cromorna.
- Allemand : Krumhorn, Krummhorn, Brumhorn, Brummhorn.
- Italien : Cromorno.

Il faut préciser que le Krummhorn des orgues germaniques est généralement de taille plus étroite que le cromorne français, et produit donc une sonorité plus riche en harmoniques aigus, plus faible en fondamentale – ce qui est logique, Krummhorn étant le nom allemand du tournebout et non du cromorne.

### Étymologie
Le mot cromorne vient d'une lecture phonétique directe du nom allemand Krummhorn (krumm = courbé, Horn = corne). La forme plus ancienne, cromhorne a conservé le h de horn. Le nom de l'instrument à bouche, le tournebout a le même sens (tourne-bout : instrument dont le bout tourne).

## Occurrences
- Cromorne 8, Positif : Orgue Boisseau (1975) de la Cathédrale de Monaco
- Cromorno 8, Positivo : Orgue Tamburini III/40 de l’église Saint-Charles de Monaco 1979 ;
- Cromorne 8, Solo : Grandes Orgues de Notre-Dame de Paris (Cavaillé-Coll / Boisseau) ;
- Clarinette 8 (Cromorne transformé en);, Positif : Grand orgue de Notre-Dame de Paris (Cavaillé-Coll/Boisseau) ;
- Cromorne 16, Grand Orgue : Basilique Notre-Dame-de-l'Espérance, Charleville-Mézières, orgue Yves Kœnig (1997) ;
- Cromorne 4, Pédale : Église protestante de Huningue, orgue Walcker (1913) ;
- Cromhorne 8, Positif : église Saint Jacques, Lunéville, Orgue Nicolas Dupont (1751) ;
- Tournebout 8, Positif : orgue de Mougins (1995) ;
- Cromorne, Grand Orgue: conservatoire de Marseille ;
- Gros Cromorne 8, Bombarde ; Cromorne 8, Positif : Orgue Dom Bedos de l'abbatiale Sainte-Croix de Bordeaux (Dom Bédos de Celles - Pascal Quoirin).
- Cromorne 8, Bombarde ; Cromorne 8, Positif : Grand orgue de la cathédrale de Nancy (Dupont - Cavaillé-Coll).